# Thordies Hanisch
Thordies Hanisch (* 12. November 1979 in Gifhorn) ist eine deutsche Politikerin der SPD. Sie ist seit November 2017 Abgeordnete des Niedersächsischen Landtages.

## Leben
Hanisch wuchs in Böckelse auf. Nach dem Abitur 2000 am Humboldt-Gymnasium Gifhorn absolvierte sie ein Studium an der Technischen Hochschule Hamburg-Harburg bzw. der HCU Hamburg, das sie 2009 als Diplom-Ingenieurin Stadtplanung abschloss. Von 2011 bis 2014 betätigte sie sich freiberuflich als Planerin im Bereich von Windparkanlagen. Im Anschluss arbeitete sie bis 2017 als Technische Angestellte im Bereich der Raum- und Bauleitplanung. Sie ist verheiratet und hat einen Sohn.

## Politik
Hanisch trat 2013 in die SPD ein. Sie ist seit 2016 Mitglied des Rates der Gemeinde Uetze, dort stellvertretende Vorsitzende der SPD-Fraktion sowie seit 2016 Mitglied des Ortsrates Eltze.
Bei der Landtagswahl 2017 wurde sie als Direktkandidatin der SPD im Wahlkreis 30 (Lehrte) in den Niedersächsischen Landtag gewählt. In der 18. Wahlperiode war sie Mitglied des Ausschusses für Ernährung, Landwirtschaft und Verbraucherschutz sowie des Ausschusses für Wirtschaft, Arbeit, Verkehr und Digitalisierung. Bei der Landtagswahl in Niedersachsen 2022 konnte sie das Direktmandat verteidigen.
Zudem ist Hanisch seit 2016 Mitglied des Rates der Gemeinde Uetze, und stellvertretende Fraktionsvorsitzende. Seit 2016 ist sie Mitglied des Ortsrates Eltze.